# Montfaucon (Doubs)
Montfaucon és un municipi francès situat al departament del Doubs i a la regió de Borgonya - Franc Comtat. L'any 2007 tenia 1.466 habitants.

## Demografia

### Població
El 2007 la població de fet de Montfaucon era de 1.466 persones. Hi havia 559 famílies de les quals 107 eren unipersonals (28 homes vivint sols i 79 dones vivint soles), 218 parelles sense fills, 190 parelles amb fills i 44 famílies monoparentals amb fills.
La població ha evolucionat segons el següent gràfic:
Habitants censats

### Habitatges
El 2007 hi havia 610 habitatges, 577 eren l'habitatge principal de la família, 7 eren segones residències i 26 estaven desocupats. 531 eren cases i 78 eren apartaments. Dels 577 habitatges principals, 478 estaven ocupats pels seus propietaris, 88 estaven llogats i ocupats pels llogaters i 11 estaven cedits a títol gratuït; 15 tenien dues cambres, 61 en tenien tres, 81 en tenien quatre i 421 en tenien cinc o més. 531 habitatges disposaven pel capbaix d'una plaça de pàrquing. A 221 habitatges hi havia un automòbil i a 341 n'hi havia dos o més.

### Piràmide de població
La piràmide de població per edats i sexe el 2009 era:
| Homes | Edats   | Dones |
| ----- | ------- | ----- |
| 0     | 95 o +  | 0     |
| 0     | 90 a 94 | 4     |
| 16    | 85 a 89 | 0     |
| 0     | 80 a 84 | 8     |
| 16    | 75 a 79 | 16    |
| 24    | 70 a 74 | 16    |
| 32    | 65 a 69 | 40    |
| 44    | 60 a 64 | 56    |
| 64    | 55 a 59 | 48    |
| 24    | 50 a 54 | 48    |
| 60    | 45 a 49 | 64    |
| 68    | 40 a 44 | 56    |
| 44    | 35 a 39 | 48    |
| 24    | 30 a 34 | 48    |
| 32    | 25 a 29 | 44    |
| 32    | 20 a 24 | 24    |
| 84    | 15 a 19 | 32    |
| 64    | 10 a 14 | 48    |
| 52    | 5 a 9   | 44    |
| 12    | 0 a 4   | 32    |

## Economia
El 2007 la població en edat de treballar era de 938 persones, 694 eren actives i 244 eren inactives. De les 694 persones actives 667 estaven ocupades (351 homes i 316 dones) i 27 estaven aturades (9 homes i 18 dones). De les 244 persones inactives 88 estaven jubilades, 102 estaven estudiant i 54 estaven classificades com a «altres inactius».

### Ingressos
El 2009 a Montfaucon hi havia 592 unitats fiscals que integraven 1.555 persones, la mediana anual d'ingressos fiscals per persona era de 25.313 €.

### Activitats econòmiques
Dels 45 establiments que hi havia el 2007, 1 era d'una empresa alimentària, 1 d'una empresa de fabricació de material elèctric, 1 d'una empresa de fabricació d'altres productes industrials, 8 d'empreses de construcció, 6 d'empreses de comerç i reparació d'automòbils, 2 d'empreses de transport, 2 d'empreses d'hostatgeria i restauració, 3 d'empreses d'informació i comunicació, 1 d'una empresa immobiliària, 9 d'empreses de serveis, 4 d'entitats de l'administració pública i 7 d'empreses classificades com a «altres activitats de serveis».
Dels 10 establiments de servei als particulars que hi havia el 2009, 1 era una autoescola, 1 paleta, 2 guixaires pintors, 1 fusteria, 2 lampisteries, 1 perruqueria, 1 restaurant i 1 saló de bellesa.
Dels 4 establiments comercials que hi havia el 2009, 1 era una botiga de menys de 120 m², 1 una fleca, 1 una botiga de roba i 1 una perfumeria.
L'any 2000 a Montfaucon hi havia 3 explotacions agrícoles.

## Equipaments sanitaris i escolars
El 2009 hi havia una escola elemental.

## Poblacions més properes
El següent diagrama mostra les poblacions més properes.